# 伊婁穆
伊婁 穆（いろう ぼく、生没年不詳）は、中国の西魏・北周の軍人。字は奴干。本貫は代郡。

## 経歴
伊婁霊の子として生まれた。騎射を得意とし、宇文泰の知るところとなった。宇文泰は殷の伊尹の故事になぞらえて、かれに尹の名を与えた。金紫光禄大夫・衛将軍・隆州刺史を経て、盧奴県公の爵位を受けた。
伊婁穆は弱冠にして宇文泰の側近として信頼され、奉朝請となった。543年、邙山の戦いでは、奮戦して功績を挙げ、子都督・丞相府参軍事に任じられ、外兵参軍に転じた。帥都督・平東将軍・中散大夫に累進し、中書舎人・尚書駕部郎中・撫軍将軍・大都督・通直散騎常侍を歴任した。車騎大将軍・儀同三司に任じられ、安陽県伯に封ぜられた。大丞相府掾・従事中郎・給事黄門侍郎を歴任した。
553年、蜀への使者に立った。伍城郡の趙雄傑と梓潼郡の王令公・鄧朏らが西魏に叛き、3万人あまりを集めて、涪水に柵を立て、進軍して潼州に迫った。伊婁穆は刺史の叱羅協とともに兵を率いて叛乱軍を撃破した。
557年、北周の孝閔帝が即位すると、兵部中大夫に任じられ、治御正となり、爵位は侯に進んだ。まもなく驃騎大将軍・開府儀同三司の位に進んだ。561年、軍司馬となり、爵位は公に進んだ。564年、金州総管・八州諸軍事・金州刺史に任じられた。567年、民部中大夫となった。
衛公宇文直が襄州に駐屯すると、伊婁穆はその下で長史となった。郢州の城民の王道肯が乱を起こし、郢州の州城を占拠した。宇文直は伊婁穆に百余騎を率いて向かわせた。伊婁穆が城下にいたると、王道肯を連破した。大将軍の高琳が後詰めに現れると、王道肯らは降伏した。唐州の少数民族らが険阻な山地に拠って乱を起こすと、伊婁穆は軍を率いてこれを討った。軍を分遣して石窟14カ所を征討し、14日ほどで、ことごとくかれらを撃破し、6500人を捕らえた。571年、位は大将軍に進んだ。572年。荊州総管府長史となった。伊婁穆は北周の皇族諸侯をよく補佐して、栄誉をえた。
入朝して小司馬となった。柱国の李穆の下で軹関などの城を落とした。576年、皇太子宇文贇の下で吐谷渾を討った。撤退にあたって伊婁穆はしんがりを務め、吐谷渾軍に包囲された。劉雄の救援を受けて、包囲は解けた。後に病没した。

## 伝記資料
- 『周書』巻29 列伝第21
- 『北史』巻66 列伝第54